# Xiismo
Esta página contém alguns caracteres especiais e é possível que a impressão não corresponda ao artigo original.
Os xiitas (em árabe: شيعة , Shīʿah, abreviatura de شيعة علي, Shīʻatu ʻAlī, "partido de Ali") são o segundo maior ramo de crentes do Islão, constituindo 16% do total dos muçulmanos, atrás dos sunitas, que são 84% da totalidade dos muçulmanos. Os xiitas consideram Ali, o genro e primo do profeta Maomé, como o seu sucessor legítimo e consideram ilegítimos os três califas sunitas que assumiram a liderança da comunidade muçulmana após a morte de Maomé.

## Origem
Depois da morte de Maomé, em 632, muitos acreditavam que ele havia escolhido como seu herdeiro e sucessor o seu genro e primo Ali. Logo após o falecimento, a escolha do novo califa foi organizada, mas, enquanto Ali e sua família aprontavam o enterro de Maomé, alguns sahaba, companheiros do Profeta, elegeram o novo governante da comunidade islâmica. Sendo assim, Abacar foi designado o novo califa. Antes de morrer, Abacar designou seu sucessor, Omar, que foi assassinado em 644, dez anos mais tarde. Após ele, Otomão ocupou o califado até 656, ano em que foi assassinado. Finalmente, Ali assumiu o poder.
Os carijitas têm origem na Batalha do Camelo, onde o governador do Bilade Xame (Síria), Moáuia I, junto com a viúva de Maomé, Aixa, uniram suas forças para tirar Ali do poder. Porém, quando viram que suas tropas seriam derrotadas, colocaram páginas do Corão nas pontas das lanças, sabendo que Ali não iria atacá-los dessa forma. Entretanto, um pequeno grupo não aceitou o recuo do exército do califa, defendendo que deveriam batalhar mesmo assim. Dessa situação nascem os carijitas, que quer dizer "os que saíram".
Com a morte de Ali, este foi sucedido por seu filho, Haçane ibne Ali. Haçane não aceitou prestar fidelidade a Moáuia I e, após o seu falecimento, Huceine ibne Ali, irmão de Haçane, foi nomeado imame. Huceine se negou a prestar juramento de fidelidade a Iázide, filho de Moáuia I, e, por isso, ele e seus parentes foram massacrados na Batalha de Carbala. 

## Demografia

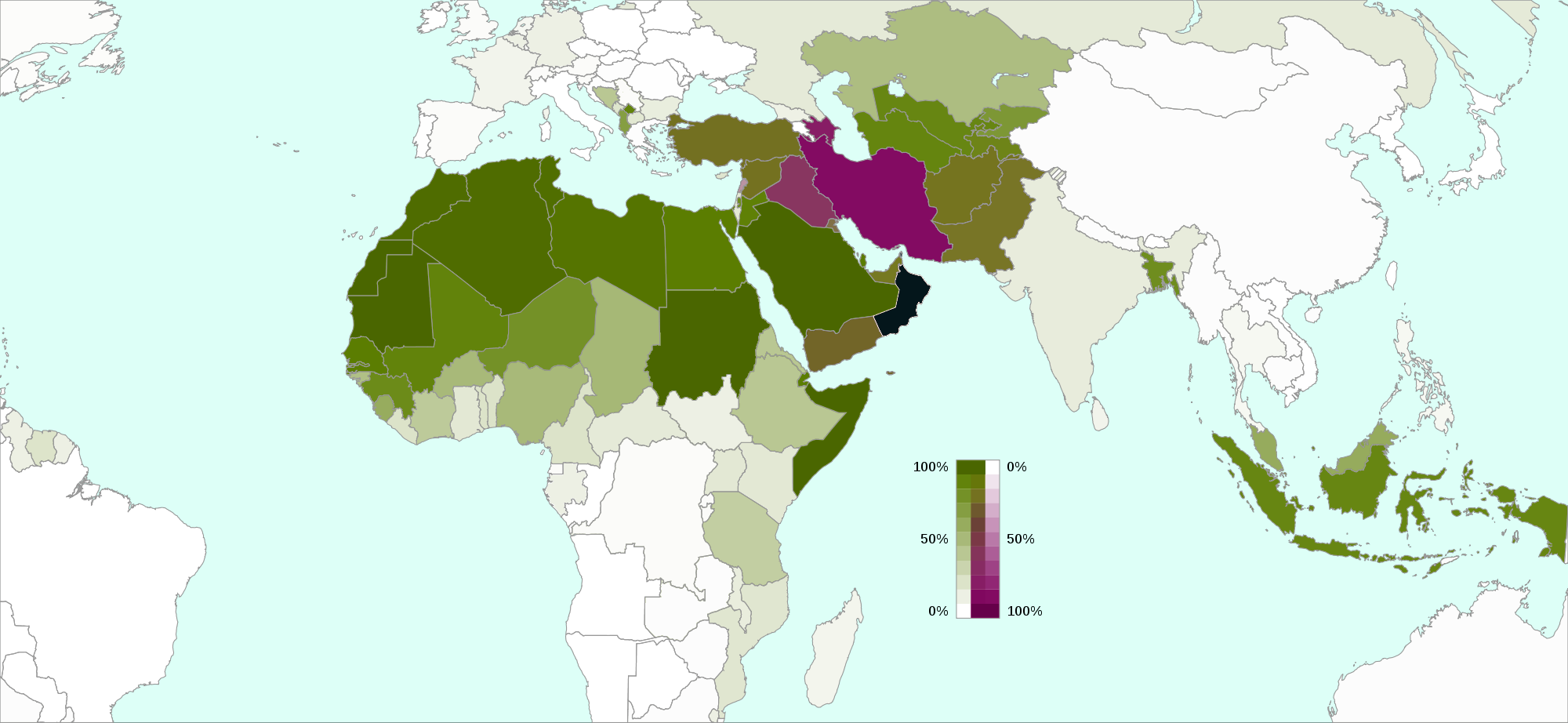
Maioria sunita
Maioria xiita
Maioria ibadita

Os muçulmanos xiitas estão espalhados por todas as partes do mundo, mas alguns países têm uma concentração particularmente forte: o Irão é quase totalmente xiita, e no Iraque, um país onde cerca de 95% da população é muçulmana, cerca de dois terços são xiitas. Eles eram oprimidos pelo partido Baath, de Saddam Hussein, composto sobretudo por sunitas.
Encontram-se também grandes populações de xiitas no Paquistão (20%), na província oriental da Arábia Saudita (15%), no Barém (70%), no Líbano (27%), no Azerbaijão (85%), no Iêmen (50%) na Síria e na Turquia. Entre as comunidades islâmicas que residem no Ocidente também é possível encontrar minorias xiitas.
| País                   | População     | Muçulmanos xiitas | % da população | Notas |
| ---------------------- | ------------- | ----------------- | -------------- | ----- |
| Irão                   | 76 049 669    | 71 732 043        | 93,6           |       |
| Paquistão              | 200 800 800   | 35 200 000        | 24,02          |       |
| Iraque                 | 26 000 000    | 17 400 000        | 66,92          |       |
| Turquia                | 71 517 100    | 15 000 000        | 20,97          |       |
| Índia                  | 1 009 000 000 | 11 000 000        | 1,09           |       |
| Iêmem                  | 23 800 000    | 10 710 000        | 45,00          |       |
| Azerbaijão             | 9 000 000     | 7 650 000         | 85,00          |       |
| Afeganistão            | 31 000 000    | 5 900 000         | 19,03          |       |
| Arábia Saudita         | 27 000 000    | 4 000 000         | 14,81          |       |
| Síria                  | 18 000 000    | 2 200 000         | 12,22          | [ 6 ] |
| Líbano                 | 3 900 000     | 1 700 000         | 43,59          |       |
| Tajiquistão            | 7 300 000     | 1 100 000         | 15,00          |       |
| Cuaite                 | 2 400 000     | 730 000           | 30,42          |       |
| Barém                  | 700 000       | 520 000           | 74,29          |       |
| Emirados Árabes Unidos | 2 600 000     | 160 000           | 6,15           |       |
| Catar                  | 890 000       | 140 000           | 15,7           |       |
| Omã                    | 3 100 000     | 31 000            | 1,00           |       |

## Divisões
O Islão xiita contemporâneo pode ser subdividido em três ramos principais: os xiitas duodecimanos, os ismaelitas e os zaiditas. Todos estes grupos estão de acordo em relação à legitimidade dos quatro primeiros imames. Porém, discordam em relação ao quinto: a maioria do xiitas acredita que o neto de Huceine, Maomé Albaquir era o imã legítimo, enquanto que outros seguem o irmão de Albaquir, Zaíde, sendo por isso conhecidos como zaiditas. O xiismo zaidita (ou dos partidários do quinto imã) foi sempre minoritário e encontra-se hoje praticamente limitado ao Iémen.
Os xiitas que não reconheceram Zaíde como imame permaneceram unidos durante algum tempo. O sexto imã, Jafar Sadique, foi um grande erudito que é tido em consideração pelos teólogos sunitas. A principal escola xiita de lei religiosa recebe o nome de "Jafari" por sua causa.
Após a morte de Jafar Sadique, em 765, ocorre uma cisão no grupo: uns reconheciam como imã o filho mais velho de Sadique, Ismail (morto em 765), enquanto que para outros o imã era o filho mais novo, Musa (morto em 799). O último grupo continuou a seguir uma cadeia de imãs até ao décimo segundo, Maomé Madi (falecido em 874). Os últimos ficaram conhecidos como xiitas duodecimanos, enquanto os primeiros como ismailitas; o termo xiita é geralmente usado hoje em dia como sinónimo dos xiitas duodecimanos ("dos Doze"), uma vez que são os xiitas maioritários.
Para os ismailitas, Ismail nomeou o seu filho Maomé ibne Ismael como seu sucessor, tendo a linha sucessória dos imames continuado com ele e com os seus descendentes. Os ismailitas tornaram-se poderosos no século X no Norte de África, onde fundam na Ifríquia (Tunísia) o Califado Fatímida (909–1171) que em 969 conquista o Egito (onde fundam a Universidade de Alazar) e a Síria. O persa Adarazi declarou que o quarto califa fatímida, Aláqueme Biamir Alá, era Deus, dando origem à religião drusa.
O ismailismo dividiu-se ainda em outros grupos, que orbitavam em torno de dois irmãos, Nizar (m. 1095) e Almostali (m. 1101). Os governantes fatímidas apoiam Almostali e os seguidores de Nizar foram obrigados a fugir, fixando-se nas montanhas da Síria e da Pérsia. Os partidários da causa nizari organizam-se num movimento conhecido como Fidáiyya ("a gente do sacrifício") ou ainda Ta´limiyya ("da doutrinação"), a que os seus inimigos (entre os quais se encontravam os cruzados) deram o nome de assassinos (hashshashin). Os assassinos ficaram conhecidos por uma série de assassinatos políticos. No século XIX, o rei da Pérsia deu o título de Agacão ao imame de uma das subseitas dos ismailitas nizaris, os Qasimshahitas. Actualmente, a maioria dos ismailitas encontra-se neste grupo.
No século XIX Saíde Ali Maomé provoca uma divisão no seio da comunidade xiita dos Doze Imames, ao proclamar-se como manifestação de Deus, tomando o nome de Babe, "Porta", porque acreditava ter contacto directo com o décimo segundo imã que tinha desaparecido em 874. Fuzilado em 1850, um dos seus discípulos, conhecido como Bahá'u'lláh, fundou a Fé Bahá'í, hoje em dia considerada uma religião independente do islão.
De acordo com os xiitas dos Doze Imames, os doze descendentes de Ali detêm um estatuto especial; eles são inferiores ao profeta, mas superiores ao comum dos mortais. Eles são vistos como sucessores directos corporais e espirituais do profeta, infalíveis, inspirados divinamente e escolhidos por Deus.

## Ocultação

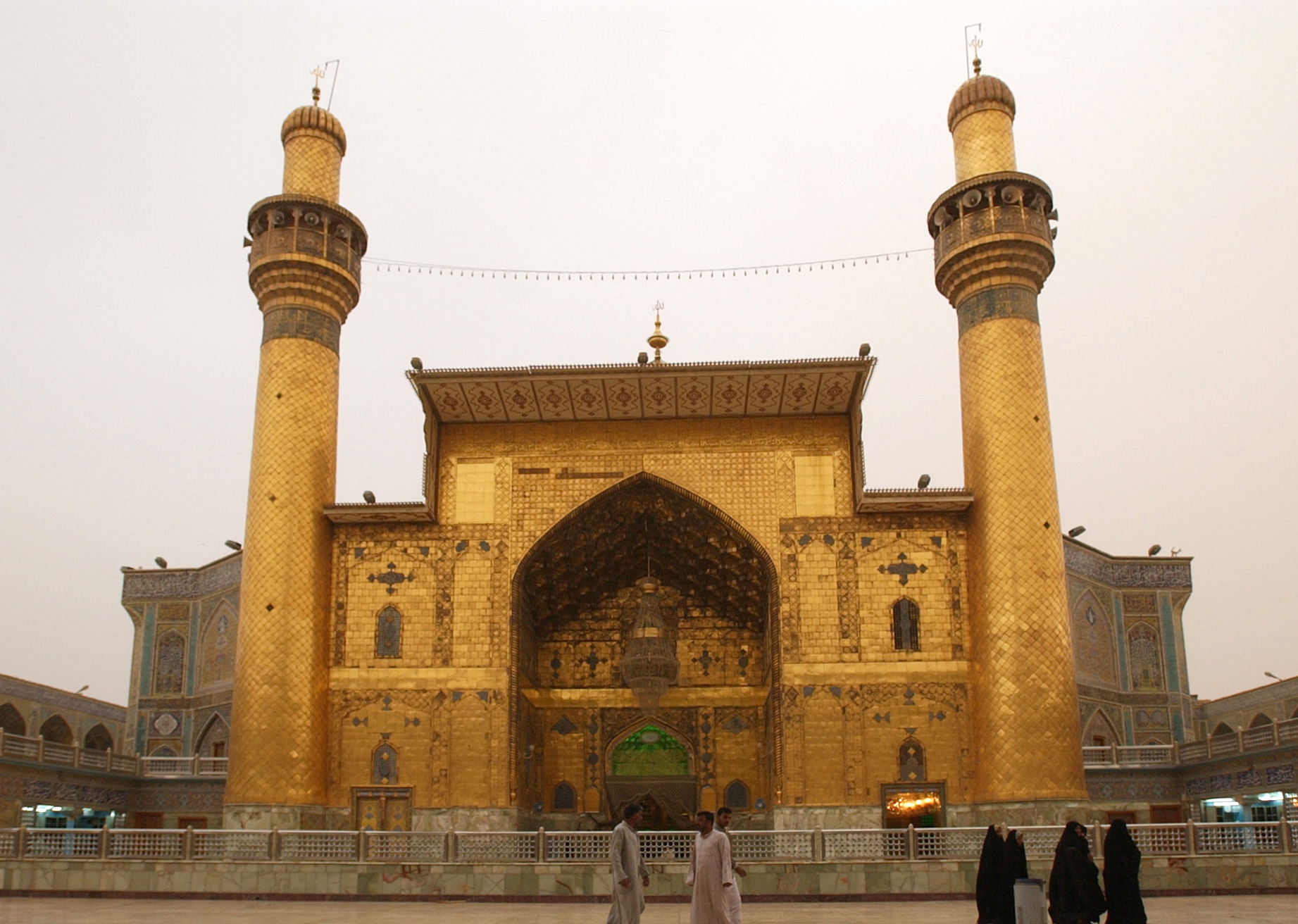
Mausoléu de Huceine ibne Ali, em Carbala, Iraque

Os xiitas duodecimanos acreditam na doutrina da Ocultação, que diz que Maomé Madi encontra-se escondido e que regressará no fim do mundo. Este Imã oculto (escondido) é capaz de enviar mensagens aos fiéis. Alguns xiitas iranianos acreditavam que o falecido Aiatolá Khomeini teria recebido inspiração do 12º e último Imã.
Os crentes divergem quanto ao que irá acontecer ao último Imã quando regressar (apesar de algumas seitas reservarem esse título para Isa). Acredita-se normalmente que o último Imã será acompanhado pelo profeta Jesus e que irá revelar a mensagem do Islão à humanidade. No islão xiita é obrigação de cada muçulmano seguir um Marja vivo. Há vários Marjas xiitas vivos hoje, com: Aiatolá Khamenei, Aiatolá Ali al-Sistani, Aiatolá Fazil Linkarani, Aiatolá Sadiq Sherazi, Aiatolá Fadlullah, etc..

## Ashura
A lembrança da Ashura é quando os muçulmanos xiitas lembram o martírio de Huceine ibne Ali, neto de Maomé em Carbala, onde tal massacre, que teve mulheres e crianças oprimidas, foi perpetrado pelas mãos de Iázide I, o filho de Moáuia I, aquele que havia lutado contra Ali e usurpado o califado de Haçane.
Em certas regiões do Oriente Médio e da Ásia, a Ashura tomou uma visão grotesca, com autoflagelações e situações anti-islâmicas. A autoflagelação é proibida dentro do Islã, e esta atitude é realizada por uma ínfima minoria dentro do xiismo. Grandes sábios desaprovam e se opõem vigorosamente à autoflagelação, chamando-a de bidah ("inovação"). No Irão, por exemplo, Khamenei coloca policiais nas ruas para proibir tal barbaridade, no Líbano o Hezbollah não permite que seus membros realizem autoflagelação, assim como Fadlullah, Sistani, enfim, todos os sábios xiitas, não a ratificam.[carece de fontes?]

## Os 12 Imãs
1. Imã Ali, "O Príncipe dos Crentes"
2. Imã Haçane ibne Ali, "Al-Mujtaba"
3. Imã Huceine ibne Ali, "Senhor dos Mártires"
4. Imã Ali ibne Huceine, "Formosura dos Devotos"
5. Imã Maomé ibne Ali, "O Erudito"
6. Imã Jafar ibne Maomé, "O Verídico"
7. Imã Muça ibne Jafar, "O Silencioso"
8. Imã Ali ibne Muça, "A Aprovação"
9. Imã Maomé Aljavade, "O Generoso"
10. Imã Ali Alhadi, "O Orientador"
11. Imã Huceine de Ascar, "Nascido em Ascar"
12. Imã Maomé Madi, "O Guia ou Al-Mahdi"